# Reepenia bituberculata
Reepenia bituberculata är en biart som först beskrevs av Smith 1853.  Reepenia bituberculata ingår i släktet Reepenia och familjen vägbin. Inga underarter finns listade i Catalogue of Life.

## Bildgalleri

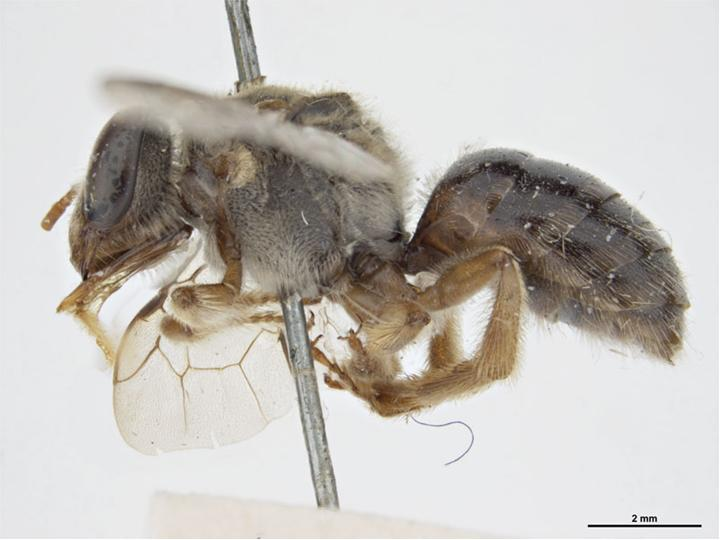
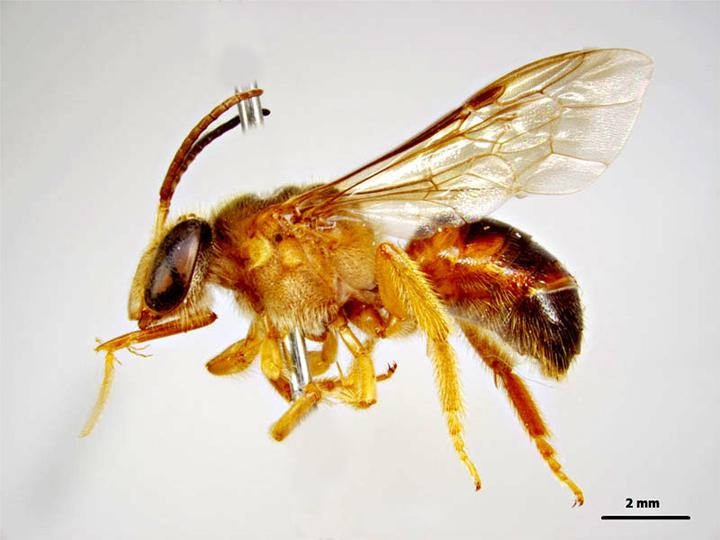
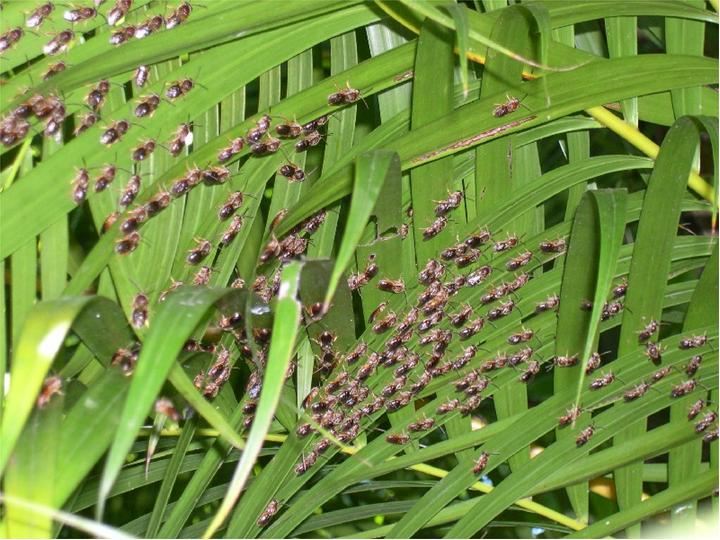